# Passage des Princes
Die Passage des Princes ist eine überdachte Ladenpassage im 2. Arrondissement von Paris.

## Lage
Diese Passage verbindet das Haus 5, Boulevard des Italiens im Nordwesten, mit dem Haus 97, Rue de Richelieu im Osten. Sie wurde 1860 unter dem Namen Mirès Passage eröffnet. 

## Namensursprung
Sie trägt diesen Namen, weil sie an der Stelle eines ehemaligen möblierten Herrenhauses (französisch Hôtel) mit dem Namen Hôtel des Princes errichtet wurde. 

## Geschichte

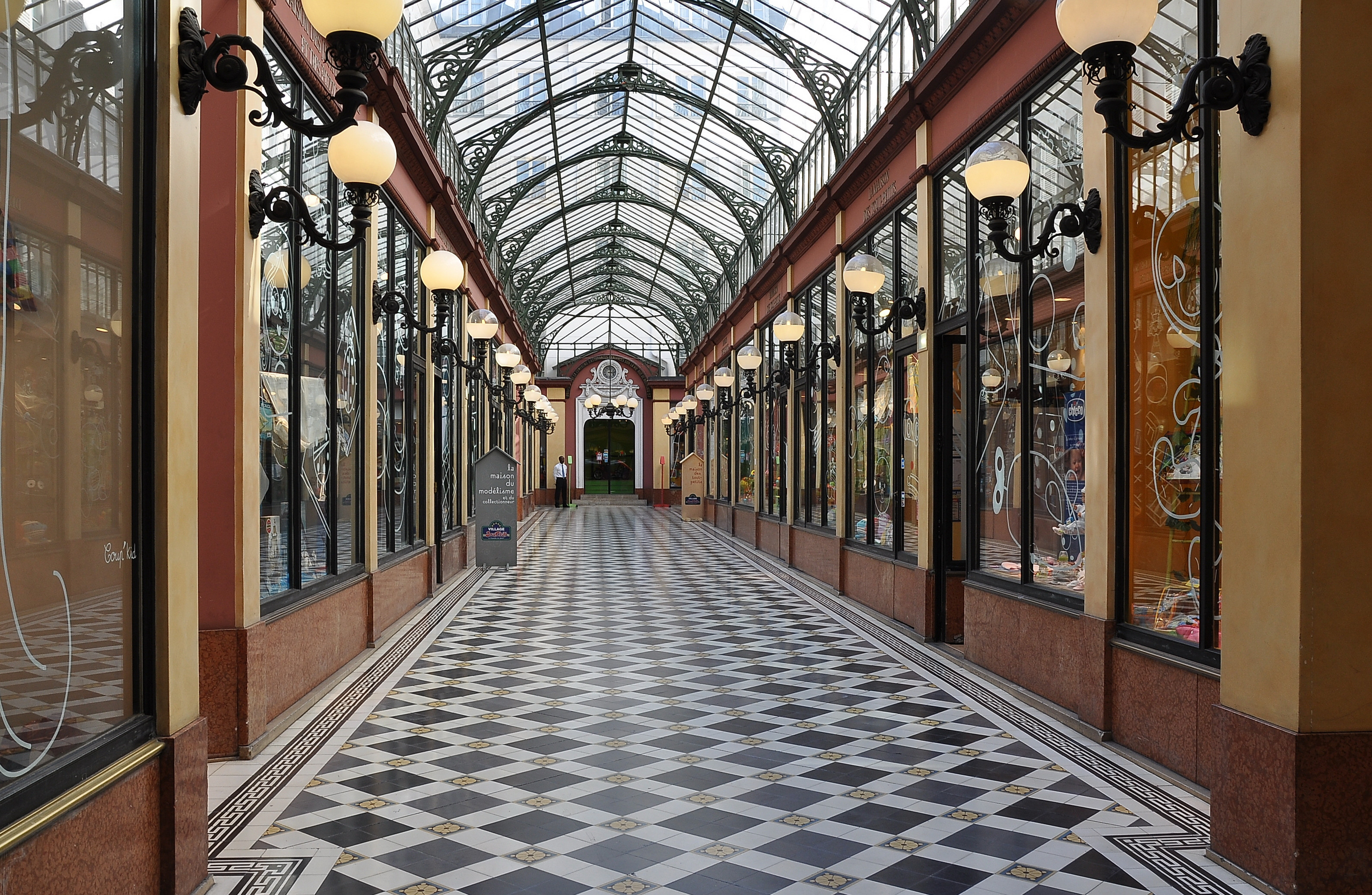
Innenansicht der Passage des Princes

Trotz der von Baron Haussmann vorgenommenen Veränderungen in Paris, die dazu führten, dass viele Passagen verschwanden, genehmigte ein Beschluss vom 3. September 1860 die Eröffnung dieser Passage. Es war die letzte Passage, die in der Zeit von Baron Haussmann errichtet wurde.
Im Rahmen Umbaumaßnahmen von Paris erwarb der Bankier Jules Mirès 1859 das Grand Hotel des Princes et Europa in der Rue de Richelieu und ließ es abreißen. Er errichtete 1860 an der Stelle des Hotels und des dahinter liegenden Gartens sowie in der Verbindung zum Boulevard des Italiens eine Einkaufspassage. Die zunächst als Passage Mirès bekannte Fußgängerverbindung war die letzte im 19. Jahrhundert in Paris mit einem Glasdach versehene Ladenpassage. Nachdem Jules Mirès kurz nach der Eröffnung Konkurs anmelden musste, erhielt die Ladenpassage die Bezeichnung Passage des Princes.
1866 erwarb das Versicherungsunternehmen Compagnie d’assurance sur la vie die Passage. In der Nachfolge ging sie in den Besitz der Assurances générales de France über. Der Verleger Georges Charpentier begründete 1879 die Zeitschrift La Vie moderne, deren Redaktionsräume sich am Eingang der Passage des Princes am Boulevard des Italiens befanden. Die Räume der Zeitschrift dienten zudem als Galerie, in der bis 1883 eine Reihe bedeutender Expressionisten ausstellten. Zu den hier gezeigten Werken gehörten Bilder von Malern wie Giuseppe de Nittis, Édouard Manet, Claude Monet, Pierre-Auguste Renoir und Alfred Sisley.
Die Passage wurde 1985 im Rahmen einer Neuordnung des Geländes zerstört, aber 1995 von den Architekten A. Georgel und A. Mrowiec originalgetreu wieder aufgebaut. Dabei wurde der ursprüngliche Öffnungswinkel dann auf einen rechten Winkel ausgerichtet, was eine bessere Nutzung der Räumlichkeiten ermöglicht: Geschäfte im Erdgeschoss, Büroräume von der 1. bis zur 4. Etage, Wohnungen in der 5. und 6. Etage. Verschiedene Elemente des ursprünglichen Dekors wurden wiederverwendet, wie z. B. eine schöne Kuppel aus farbigem, mit Rosen verziertem Glas aus den 1930er Jahren, die auf dem Teil in der Nähe des Boulevard des Italiens wieder installiert wurde, oder die Eingangsveranda auf der Seite der Rue de Richelieu.